# Stonychophora angulata
Stonychophora angulata är en insektsart som beskrevs av Andrej Vasiljevitj Gorochov 2002. Stonychophora angulata ingår i släktet Stonychophora och familjen grottvårtbitare. Inga underarter finns listade i Catalogue of Life.